# Apodemia dumeti
Apodemia dumeti är en fjärilsart som beskrevs av Hans Hermann Behr 1865. Apodemia dumeti ingår i släktet Apodemia och familjen Riodinidae. Inga underarter finns listade i Catalogue of Life.